# Viktoria Modesta

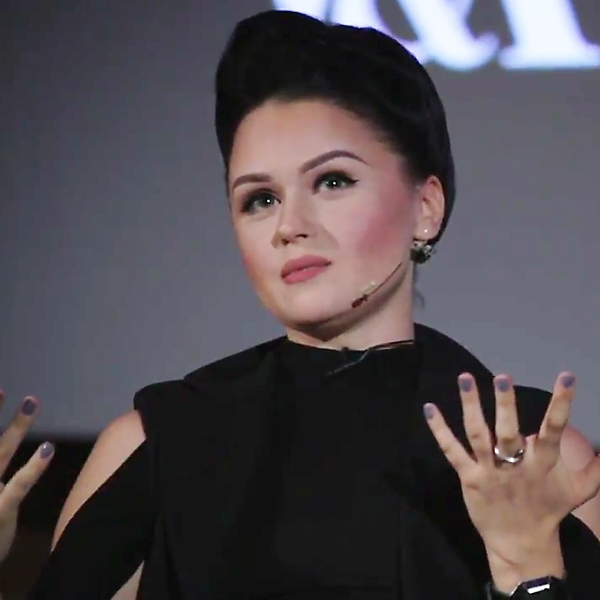
Viktoria Modesta 2016

Viktoria Modesta (* als Viktoria Moskalova, russisch Виктория Москалёва; * 25. Februar 1988 in Daugavpils, Lettische SSR) ist eine lettische Singer-Songwriterin  und Model russischer Herkunft.

## Leben
Komplikationen bei ihrer Geburt führten zu zahlreichen Krankenhausaufenthalten und Operationen. Gleichwohl begann Moskalova ab dem Alter von 15 Jahren als Model aufzutreten. 2007 entschied sie sich, prophylaktisch und zur Verbesserung ihrer Mobilität ihr linkes Bein unterhalb des Knies amputieren zu lassen.
Nach der Operation setzte sie ihre Modelkarriere fort; Bilder erschienen zunächst in Subkultur-Zeitschriften wie Bizarre oder Skin Two. Ein Nacktporträt von James Stroud, das sie mit ihrem teilamputierten Bein zeigt, wurde in der National Portrait Gallery ausgestellt.
2002 begann Moskalova ihre musikalische Karriere mit einem einjährigen Kurs an der London Music School. Ein gemeinsames Projekt mit dem Musiker und  Produzenten Nik Hodges führte 2009 zu einem Stück „Jane Bond“, das es in die Music Week Playlist schaffte. 2012 brachte Moskalova ihre Debüt-Single „Only You“ heraus.
Viktoria Modesta trat als Schneekönigin zu der Liveperformance „42“ von Coldplay an der Schlussfeier der Paralympischen Spiele 2012 in London auf. Am 12. Dezember 2014 veröffentlichte sie in Kooperation mit Channel 4 die Kampagne Born Risky, in welcher sie als weltweit erster amputierter Popstar auftritt.